# Armidale
Armidale è una città dell'Australia situata nel Nuovo Galles del Sud.